# Jagdstaffel 55
Jagdstaffel 55 – Königlich Preußische Jagdstaffel Nr. 55 – Jasta 55 jednostka lotnictwa niemieckiego Luftstreitkräfte z okresu I wojny światowej.

## Informacje ogólne
Jednostka została utworzona 1 stycznia 1918 roku we Fliegerersatz Abteilung Nr. 2 w Schneidemuhl (obecnie Piła).
Pierwszym dowódcą eskadry został ppor. Karl Meierdirks z Jagdstaffel 40. Zdolność operacyjną osiągnęła w marcu 1918 roku, a następnie została skierowana do Palestyny, gdzie przybyła 31 marca. Została umieszczona w bazie Dżanin wówczas w Turcji, gdzie przebywała do 20 września. Następnie została przeniesiona do miejscowości Derra, stacjonowała tam do końca wojny. Znana też była jako Jagdstaffel 1F. Jednostka operowała wspólnie z Siłami Powietrznymi Imperium Osmańskiego (Osmanlı Hava Kuvvetleri).
Eskadra walczyła między innymi na samolotach Albatros D.III, Albatros D.V, Pfalz D.III.
Jasta 55 w całym okresie wojny odniosła ponad 8 zwycięstw nad samolotami nieprzyjaciela. W okresie od marca 1918 do listopada 1918 roku jej straty wynosiły 8 zabitych w walce, 1 w niewoli, jeden zabity w wypadku lotniczym..
Łącznie przez jej personel przeszło 2 asów myśliwskich:
G.Schniedewind (3), Hermann Kunz (3).

## Dowódcy Eskadry
| Stopień   | Nazwisko                | Okres                  |
| --------- | ----------------------- | ---------------------- |
| Porucznik | Karl Meierdirks         | 1.01.1918 – 4.05.1918  |
| Porucznik | Wilhelm Debus           | 4.05.1918 – 1.06.1918  |
| Porucznik | Gerhard Wilhelm Flecken | 1.06.1918 – 11.11.1918 |